# Thunbergia reticulata
Thunbergia reticulata är en akantusväxtart som beskrevs av Christian Gottfried Daniel Nees von Esenbeck. Thunbergia reticulata ingår i släktet thunbergior, och familjen akantusväxter. Inga underarter finns listade i Catalogue of Life.